# Stazione di Schio
La stazione di Schio è lo scalo terminale della linea ferroviaria per Vicenza, a servizio dell'omonimo comune.
È gestita da Rete Ferroviaria Italiana che la classifica come una stazione di tipo "Silver".

## Storia
La stazione fu aperta il 6 settembre 1876 assieme alla ferrovia, costruita dalla Società Veneta (SV), che collegava Schio a Vicenza, il capoluogo di provincia.
A partire dal 1885, dall'impianto di Schio si diramavano alcune linee ferroviarie a scartamento ridotto da 950 mm, gestite dalla Ferrovie Economiche di Schio (SFES): la Schio-Rocchette e la Torrebelvicino-Schio. Le linee furono rilevate nel 1906 dalla Ferrovie Nord Vicenza (FNV), una società controllata dalla SV, che le gestì fino al 1925, quando, a causa di una prolungata crisi finanziaria, fu costretta a terminare l'attività. La linea per Rocchette fu riattivata l'anno seguente dalla Veneta stessa che la chiuse il 20 giugno 1949.
Con l'orario entrato in vigore nel dicembre 2011, venne eliminata la biglietteria, sostituita dalle emettitrici self-service.

## Movimento
La stazione è capolinea della relazione per la stazione di Vicenza che viene espletata da circa ventiquattro collegamenti nei giorni feriali che scendono a nove in quelli festivi.
Fino al 2013, nel periodo estivo e per quanto riguarda i soli giorni festivi, la stazione era capolinea di un servizio per Chioggia passante per Vicenza, Padova e Rovigo denominato "Treno del Mare".

## Interscambi
Nei pressi della stazione ferroviaria è presente la fermata delle linee urbane ed extraurbane sia di SVT, sia di altre compagnie.
Nel piazzale della stazione sono presenti dei taxi.

## Servizi
La stazione dispone di:
- Biglietteria automatica
- Aree per l'attesa
- Accessibilità disabili
- Parcheggio
- Taxi
- Bar
- Servizi igienici
- Stazione video sorvegliata